# The Soldiers' Fortune
The Soldiers’ Fortune (oorspronkelijke spelling: The Souldiers Fortune) is een komedie van Thomas Otway, voor het eerst opgevoerd door The Duke's Company in Londen anno 1680 en gepubliceerd in 1681. Het stuk is zowel een comedy of manners als een satire op de Engelse politieke situatie tijdens de laatste regeringsjaren van Karel II van Engeland. Otway verwerkte in zijn toneelstuk tal van verwijzingen naar de Paapse samenzwering, de controverse rond het katholicisme van James, de hertog van York en de langzamerhand in ongena vallende hertog van Monmouth, terwijl de plot hoofdzakelijk om overspel, corruptie en seks draait. Het stuk heeft een traditionele indeling in vijf bedrijven en ging in première met enkele beroemde acteurs van destijds. Thomas Betterton speelde Beaugard, Elizabeth Barry was Lady Dunce en de humoristische acteurs James Nokes en Anthony Leigh vertolkten respectievelijk Sir Davy Dunce en Sir Jolly Jumble. 
In de traditie van het Restauratie-theater heeft het stuk een sterk provocerende, anti-puriteinse toon met veel dubbele bodems en schunnige toespelingen. Aan bod komende thema’s zijn onder andere mannelijke prostitutie, homoseksualiteit en corrupte ambtenaren. De personages spreken vrijwel doorlopend in proza; wanneer Bloody Bones eensklaps in Jambische pentameter begint te praten, heeft dit op Sir Davy een angstaanjagend effect. Otway verwerkte ten dele zijn eigen ervaringen als onderbetaald soldaat in de Lage Landen aan het eind van de jaren 70 van de zeventiende eeuw.
Eveneens uit 1680 dateert Otways treurspel The Orphan, dat The Soldiers’ Fortune in de loop der jaren overschaduwd heeft; de literatuurkritiek besteedt traditioneel meer aandacht aan Otways tragedies dan aan zijn komische werk.

## Samenvatting
Otway draagt zijn stuk niet, zoals gebruikelijk is, aan een aristocratische beschermheer of beschermvrouw op: in plaats daarvan dankt hij in de toewijding zijn drukker, Richard Bentley. In het voorwoord spot hij met de schijnheiligheid van dames die zich beklagen over het vulgaire karakter van Restauratie-komedies, zoals die van Aphra Behn. Zulke hautaine vrouwen zijn volgens hem niet te beroerd om eerst het theater aan te vallen en vervolgens naar een clandestien afspraakje in Paddington te gaan. Hij hoopt dat Bentley duizend exemplaren van het stuk kan verkopen. De proloog werd door Otways studiegenoot burggraaf Falkland geschreven.
Eerste bedrijf
Beaugard en Courtine, twee afgemonsterde soldaten, vervelen zich in The Mall. Courtine is nagenoeg blut; de achterstallige soldij is niet betaald en na de Derde Engels-Nederlandse Oorlog heeft de koning voorlopig geen soldaten meer nodig. Beaugard heeft daarentegen geld op zak: zijn knecht Fourbin heeft tijdens een drinkgelag kennis gemaakt met Sir Jolly Jumble, een beroemde koppelaar. In ruil voor een portret van Beaugard schonk Sir Jolly hem een beurs met goudstukken, afkomstig van een dame die hem graag zou ontmoeten. Dan betreedt Sir Jolly de scène en ontmoet Beaugard ‘in het echt’. Beaugard, Sir Jolly en Courtine vieren een wilde braspartij met enkelen van Jolly’s favoriete prostituees.
Sylvia is de nicht van Lady Dunce en is vastberaden nooit te huwen; ze praat met haar tante over de nadelen van trouwen. Het huwelijk van Sir Davy Dunce en zijn vrouw loopt niet goed: hij is oud, aan één oog blind en vermoedelijk homoseksueel. Lady Dunce kent Beaugard nog van vroeger: zij hadden een relatie voordat hij bij het leger ging. Ze wil koste wat het kost nog eens een romantisch rendez-vous met hem.
Tweede bedrijf
Sir Davy heeft het portret van Beaugard ontdekt en begrijpt dat zijn vrouw hem wil bedriegen. Toevallig ontmoet hij Beaugard op straat. Davy is een vrederechter en bedreigt Beaugard met juridische consequenties. In de tussentijd tracht Courtine Sylvia tevergeefs het hof te maken. Beaugard ontdekt dat de vrouw die hem wilde ontmoeten zijn oude geliefde Lady Dunce is, die toentertijd nog Clarinda heette. Lady Dunce bezorgt Beaugard een oude trouwring terug, die hij haar destijds geschonken had. Beaugard verontschuldigt zich nederig bij Sir Davy en belooft zijn vrouw nooit meer lastig te vallen. Uiteraard meent hij dat niet: zodra Sir Davy vertrokken is, beraamt hij een plan om haar in het geheim te ontmoeten.
Derde bedrijf
Courtine blijft Sylvia achtervolgen, en zij spoort hem aan, ’s avonds tussen elf en twaalf onder haar raam te gaan staan, waarna ze hem aan een touw omhoog zal trekken. Lady Dunce geeft haar man een brief waarvan ze beweert dat die van Beaugard afkomstig is; het is echter een liefdesbrief van haarzelf aan haar oude geliefde. Sir Davy overhandigt de brief aan Beaugard, die hem luidop voorleest, maar Davy denkt dat Beaugard de inhoud ter plekke aan het verzinnen is en dat dit een truc van hem is. Fourbin leidt Sir Davy af door hem op een banket bij de burgemeester van Londen uit te nodigen. Sir Davy is zeer vereerd en vergeet in zijn haast zijn ketting. Wanneer hij die thuis ophaalt, zijn Lady Dunce en Beaugard het huis binnen geslopen, op de voet gevolgd door Sir Jolly, die een voyeur is en in ruil voor zijn koppelarij hun geplande vrijpartij mag gadeslaan. Sir Davy komt eensklaps uit zijn kamertje tevoorschijn, en Sir Jolly schreeuwt moord en brand. Lady Dunce beweert dat Beaugard haar had opgewacht en haar trachtte te verkrachten. Beaugard is het huis uit gevlucht en Sir Davy zweert zich te zullen wreken.
Vierde bedrijf
Beaugard en Courtine zitten verveeld in de taveerne en hopen dat Lodewijk XIV snel een nieuwe oorlog zal uitlokken. Ze hebben Sir Jolly ontboden, die belooft een ontmoeting tussen Courtine en Sylvia te regelen. De scène verschuift naar een andere taveernekamer, waar Sir Davy, Fourbin en de huurmoordenaar Bloody Bones aan tafel zitten. Sir Davy wil Beaugard een lesje leren. Bloody Bones schept op dat moord zijn beroep is, dat hij graag het hart van zijn slachtoffers met kruiden opeet, dat hij priesters in hun kerk doodslaat en dat hij zwangere vrouwen opensnijdt. Wanneer hij plotseling in metrum begint te spreken, wordt Sir Davy bang; hij vraagt om Beaugard alleen ‘een beetje in elkaar te slaan’, voor de helft van de prijs. Fourbin brengt Beaugard op de hoogte, en samen met Sir Jolly beramen ze een plan om Beaugard en Lady Dunce bij elkaar in bed te krijgen.
’s Avonds rent Bloody Bones uit Sir Davy’s huis en roept „moord!”. Sir Davy denkt dat Beaugard, tegen zijn wil in, alsnog vermoord werd, en Beaugard, die in het bed van Lady Dunce ligt, doet alsof hij dood is. Sir Davy is ten einde raad. Sir Jolly zegt dat Beaugard weliswaar ‘tamelijk dood’ is, maar nog niet helemaal, en dat Lady Dunce een poging kan ondernemen om hem met ‘magie’ weer tot leven te wekken door over zijn lichaam te wrijven. Sir Davy trekt zich terug om te bidden en Lady Dunce en Beaugard kunnen eindelijk ongestoord seks hebben.
Vijfde bedrijf
Courtine ontwaakt in de kamer van Sylvia, die hem op een sofa heeft vastgebonden. Sylvia stelt hem strenge voorwaarden: indien hij haar als vrouw wil, moet hij ophouden voortdurend achter prostituees aan te lopen, maar ze behoudt zich het recht voor, zelf met andere mannen te slapen indien hij haar bedriegt. Onder deze voorwaarden komen ze tot een overeenkomst en ze willen zo snel mogelijk naar een kantoor in Covent Garden trekken om hun huwelijk te bezegelen.
Beaugard verdwijnt door een luik uit de kamer van Lady Dunce en Sir Jolly tracht Sir Davy ervan te overtuigen dat Beaugards geest rondwaart. Wanneer Beaugard plotseling (in een parodie op Hamlet) weer uit het luik tevoorschijn komt, verliest Sir Davy bijna zijn verstand. Sir Jolly biedt aan, het vermeende lijk in zijn eigen huis te verbergen. Dan blijkt dat Sir Davy de moord in Sir Jolly’s schoenen wil schuiven en de politie op hem af stuurt.
Sir Jolly, Beaugard en Lady Dunce vieren een feestje, wanneer Sir Davy en de constable aankloppen. Verbaasd treft Sir Davy Beaugard levend en wel aan, en Beaugard verjaagt de politie. Nu is de waarheid aan het licht gekomen. Sir Davy heeft zich strafbaar gemaakt door een huurmoordenaar te betalen; wil hij zijn reputatie redden, dan zal hij voortaan moeten tolereren dat zijn vrouw met Beaugard slaapt.
In de epiloog zegt Otway dat zijn muze hem de opdracht had gegeven, niet naar geestigheid (‘wit’) te streven, maar wel zo scherp mogelijk te schrijven. Wie te braaf is, kan alleen onnozel zijn („Good nature melts a wit into a fool”).

## Opvoeringen
The Soldiers’ Fortune wordt maar zelden opgevoerd. Een opvoering bij het Londense Young Vic-theater in 2007 kreeg overwegend negatieve recensies.